# بدر طارق
بدر طارق الفاضل ، (1997-) هو لاعب كرة قدم كويتي في مركز مركز الجناح ‏، ولد في 22 أبريل 1997 في مدينة الكويت في الكويت. لعب مع النادي العربي.